# Allobates picachos
Allobates picachos is een kikkersoort uit de familie van de Aromobatidae. De wetenschappelijke naam van de soort is voor het eerst geldig gepubliceerd in 2010 door Maria Cristina Ardila-Robayo, Acosta-Galvis en Luis Aurelio Coloma.
De kikker is slechts enkele malen waargenomen in het Caquetá-departement in Colombia in 1998 en 2000. De vrouwtjes leggen waarschijnlijk hun eieren in de grond, en mannetjes vervoeren vervolgens die eieren naar water, waar de dieren verder ontwikkelen.